# Petauridae
Họ Petauridae bao gồm 11 loài possum cỡ trung bình: 4 loài possum sọc, 6 loài glider cổ tay cánh thuộc chi Petaurus, và possum Leadbeater (là loài chỉ có màng trượt di tích). Đa số các loài chi Petaurus có nguồn gốc từ Úc, đa số các loài possum sọc (chi Dactylopsila) từ New Guinea, nhưng một số thành viên của mỗi loài được tìm thấy ở hai bên eo biển Torres. Họ này được Bonaparte miêu tả năm 1838.
Tất cả các loài họ này đều có những đường lông trên mặt rõ ràng, một sọc trên lưng rõ rệt, răng cửa dưới rất lớn, và răng hàm gồm bốn răng cưa. Mặc dù có bề ngoài đặc sắc, chúng có họ hàng gần gũi với các loài possum đuôi vòng (họ Pseudocheiridae) và được nhóm với họ ấy thành siêu họ Petauroidea.
Các loài glider cổ tay cánh là động vật ăn tạp, chuyên ăn nhựa cây và mật hoa, nhưng cũng ăn nhiều loại thực phẩm bổ sung khác. Chúng dường như đã tiến hóa trong các khu rừng mở của Úc. Các màng lượn là một sự thích nghi giúp chúng di chuyển khi tán rừng không được hoàn chỉnh, và ít khi hữu ích cho chúng trong các khu rừng mưa nhiệt đới, nhưng hiện nay có ích ở New Guinea và nhiều hòn đảo nhỏ gần đó. Sự giống nhau của chúng với những loài sóc bay (không phải họ hàng) là một ví dụ về sự tiến hóa hội tụ.
Các loài possum sọc (còn gọi là triok), mặt khác, được cho là đã tiến hóa ở New Guinea; loài duy nhất ở Úc (possum sọc của Cape York) được xem là một loài nhập cư gần đây. Tất cả các thành viên của chi này là động vật ăn côn trùng, và có cấu trúc cơ thể chuyên dùng để bắt côn trùng: một cấu trúc giống như gót chân trên cổ tay được cho là dùng để gõ vào gỗ để xác định vị trí của ấu trùng, và một ngón tay thứ tư thon dài để lấy chúng ra khỏi hang của chúng.

## Phân loại
- Chi Dactylopsila
  - Triok đuôi lớn, Dactylopsila megalura
  - Triok ngón dài, Dactylopsila palpator
  - Triok Tate, Dactylopsila tatei
  - Possum sọc, Dactylopsila trivirgata
- Chi Gymnobelideus
  - Possum Leadbeater, Gymnobelideus leadbeateri
- Chi Petaurus
  - Glider phương Bắc, Petaurus abidi
  - Glider bụng vàng, Petaurus australis
  - Glider Biak, Petaurus biacensis
  - Glider đường, Petaurus breviceps
  - Glider hoa tâm, Petaurus gracilis
  - Glider sóc, Petaurus norfolcensis

## Hình ảnh

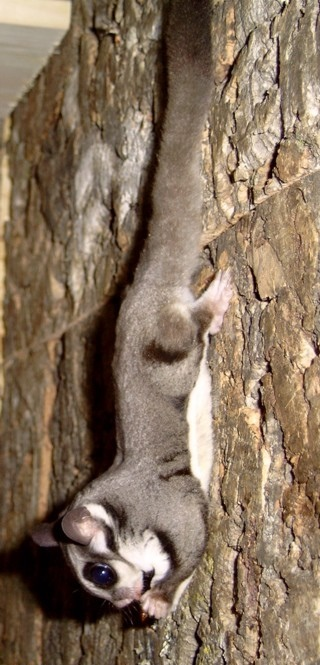
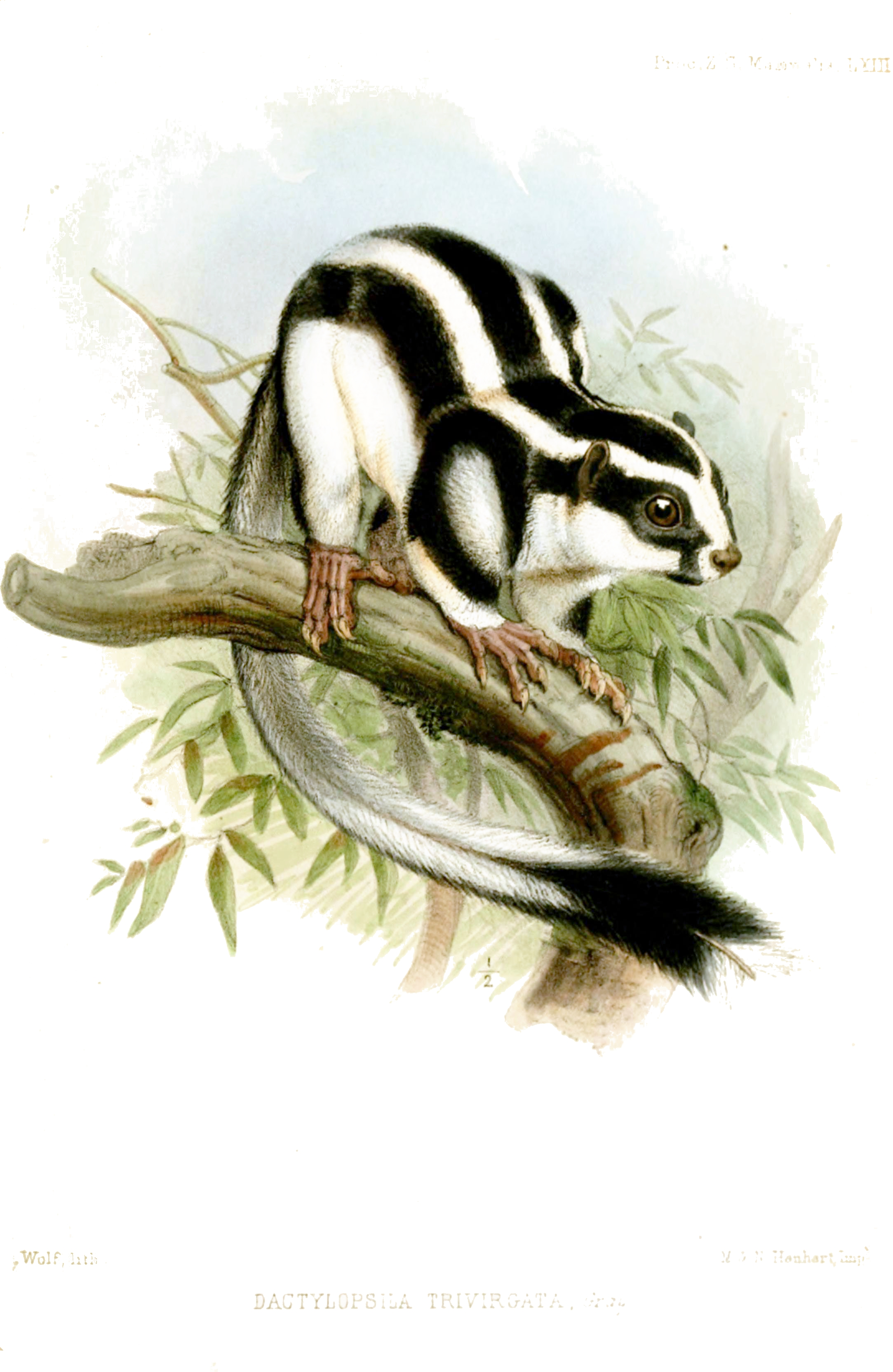
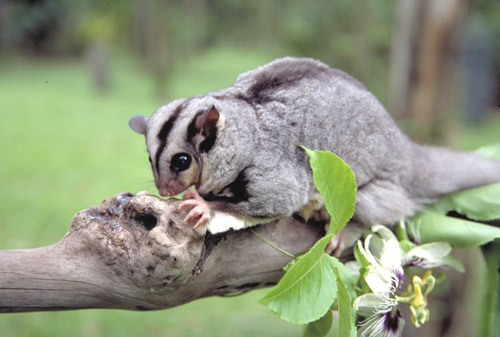